# Especie invasora

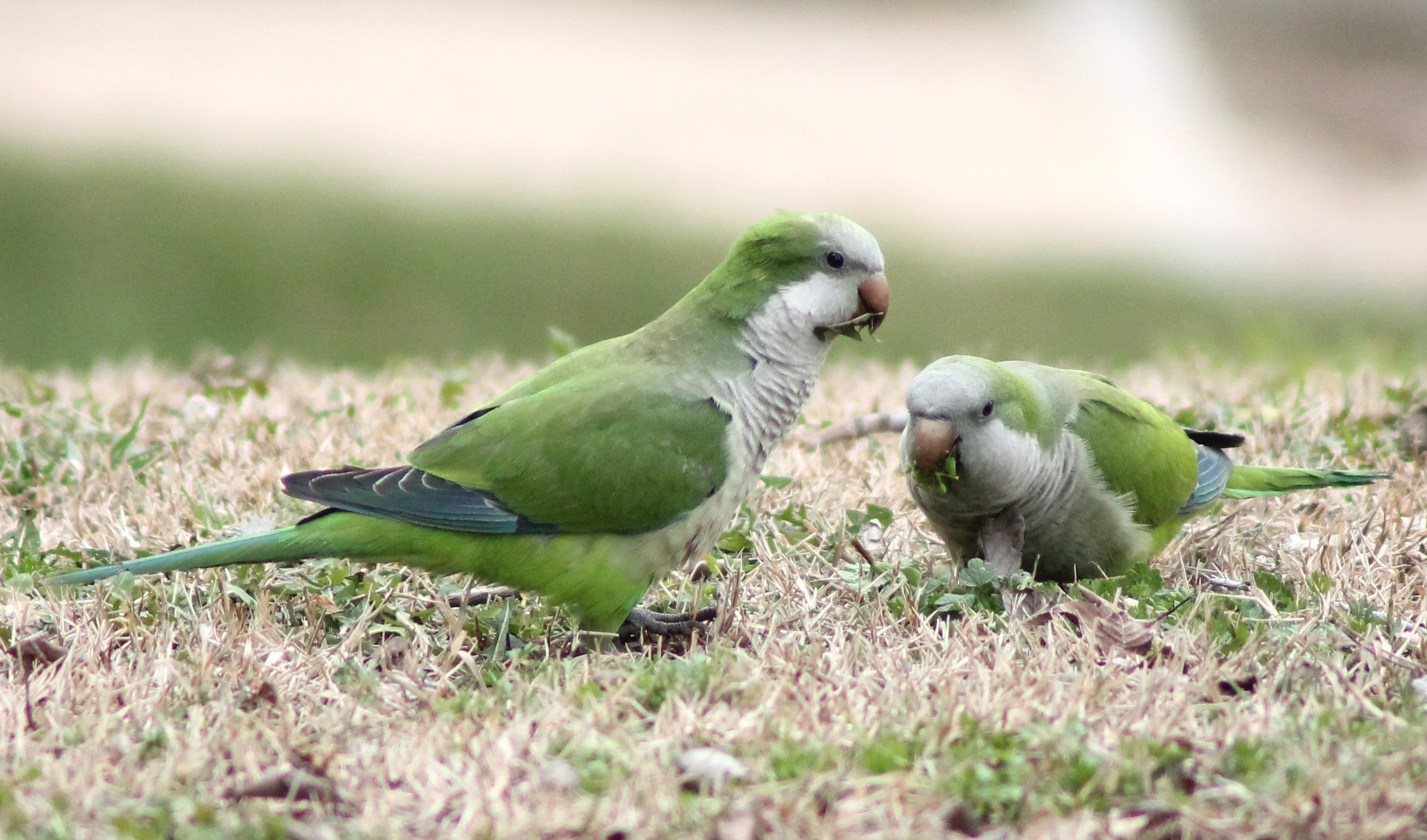
Pareja de cotorras argentinas en Madrid. Algunos partidos políticos manifiestan que la presencia de esta cotorra representa una amenaza para las aves nativas, y la población de esta especie invasora ha intentado ser controlada en la ciudad mediante disparos de perdigones.

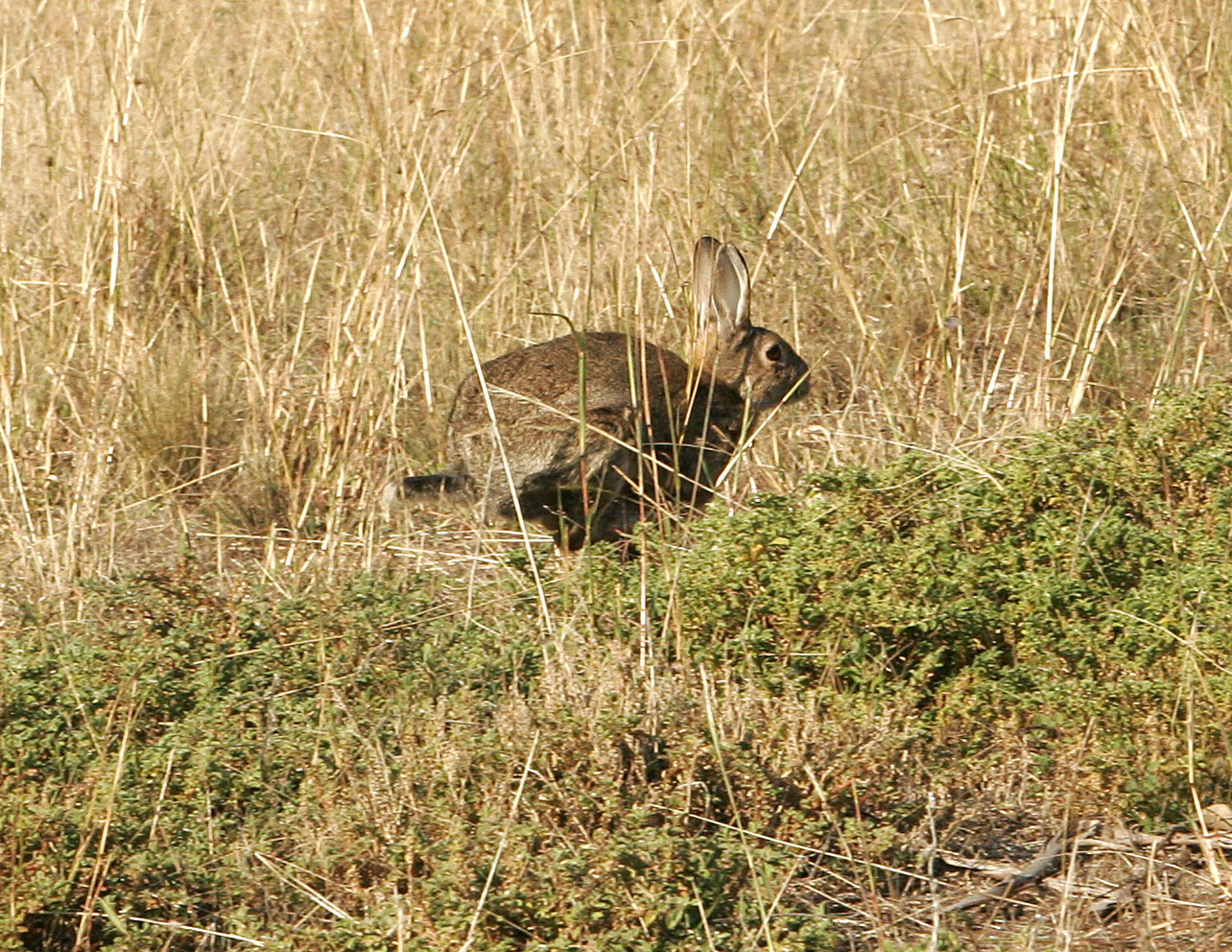
Conejo europeo, especie invasora en Australia.

Una especie invasora o especie exótica es un animal, planta u otro organismo que se desarrolla fuera de su área de distribución natural, en hábitats que no le son propios o con una abundancia inusual, produciendo alteraciones en la riqueza y diversidad de los ecosistemas. Cuando son transportados e introducidos por el ser humano en lugares fuera de su área de distribución natural, consiguiendo establecerse y dispersarse en la nueva región se les denomina especies exóticas invasoras resultando normalmente muy dañinas. 
Que una especie invasora resulta dañina, significa que produce cambios importantes en la composición, la estructura o los procesos de los ecosistemas naturales o seminaturales, poniendo en peligro la diversidad biológica nativa (en diversidad de especies, diversidad dentro de las poblaciones o diversidad de ecosistemas). Debido a sus impactos en los ecosistemas donde han sido introducidas tales especies son consideradas ingenieros de ecosistemas.
Los cambios naturales o causados por los seres humanos en los ecosistemas de todo el planeta han redistribuido las especies vegetales y animales de forma accidental o voluntaria. Como consecuencia de estos cambios ciertas especies tienen un comportamiento invasivo en su localidad natural o de introducción, a menudo siendo más susceptibles los hábitats alterados o degradados. Estas invasiones llevan asociadas varios problemas:
- A nivel ecológico destaca la pérdida de diversidad autóctona y la degradación de los hábitats invadidos.
- Económicamente son importantes los efectos directos sobre las actividades agropecuarias y la salud pública.

Una vez detectada la invasión, su control y erradicación son costosos y no siempre posibles. Identificar los invasores potenciales y evitar su establecimiento es el mejor camino para frenar un problema que incrementa al mismo ritmo que la globalización.

## Terminología
Solamente un bajo porcentaje de especies introducidas se convierte en especies establecidas. A su vez, un pequeño porcentaje de éstas llegan a ser invasivas. No debería haber confusión entre estos términos.

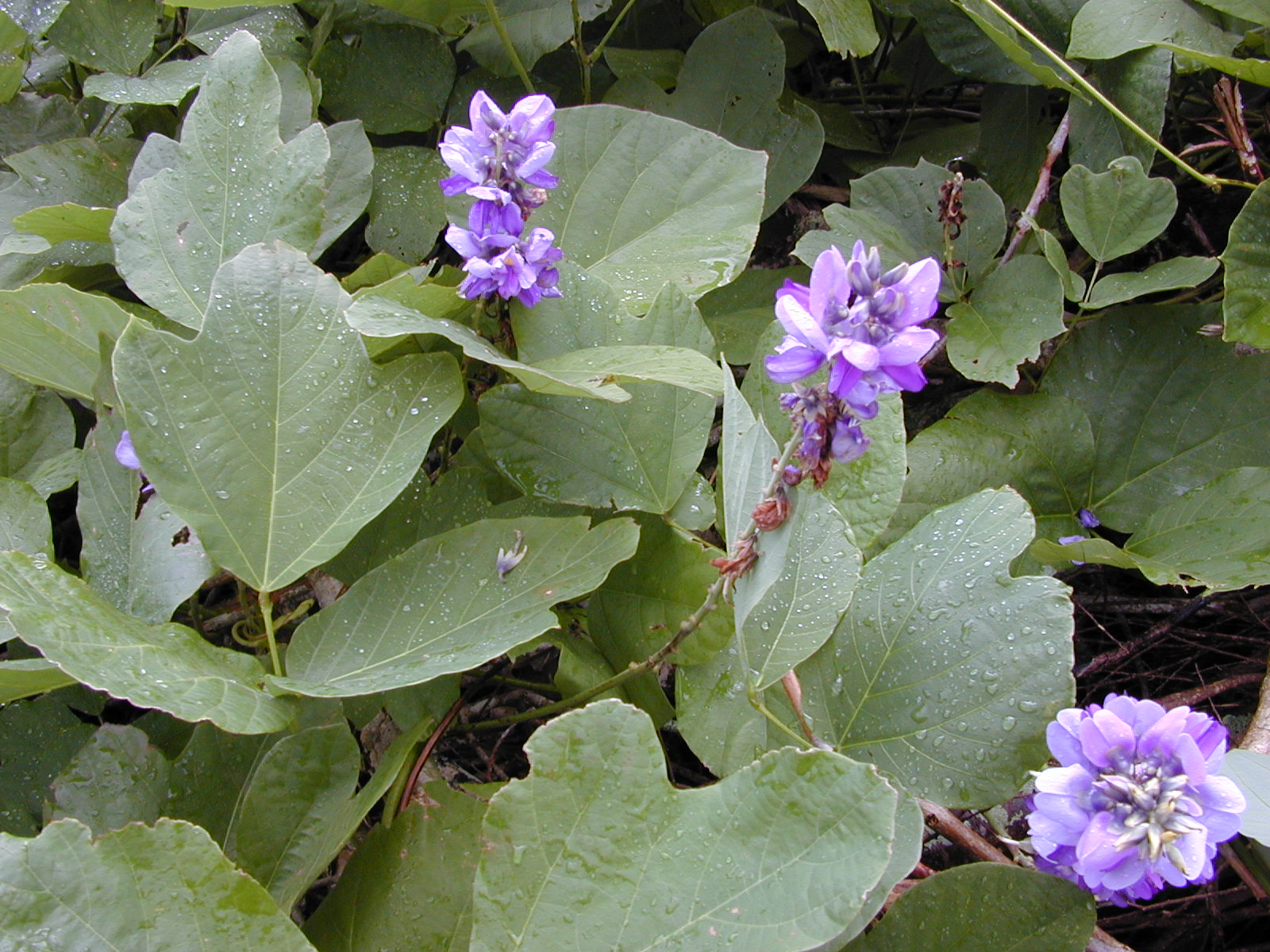
Pueraria montana var. lobata o kudzu, especie altamente invasora en Norteamérica

### Especies introducidas, establecidas e invasoras
Especie introducida es la que ha sido accidental o deliberadamente transportada a una nueva ubicación por las actividades humanas. Una especie invasiva es aquella que después de ser introducida consigue establecerse y dispersarse en la nueva región, donde puede resultar dañina. El término se utiliza a veces para implicar tanto un sentido de urgencia, como de potencial daño. La orden ejecutiva 13112 de los Estados Unidos, define "especie invasiva" como "una especie extranjera cuya introducción causa o puede causar daños económicos o ambientales o causar daño a la salud humana".
Algunas personas argumentan que el término "invasivo" es una palabra "cargada" y el daño es difícil de definir, el hecho es que los organismos continúan siendo introducidos en áreas donde no son nativos. Algunos ecologistas argumentan que todas las especies no-nativas capaces de establecerse en un ambiente natural son dañinas donde sea que se introduzcan.
Algunos términos que se refieren a especies introducidas son: aclimatado, exótico, escapado,  extranjero, naturalizado, inmigrante, no-nativo, y xenobiótico. Cabe destacar que algunos de estos términos se refieren a especies establecidas, más allá de ser introducidas. Algunos términos a menudo utilizados alternativamente con especies invasoras son: bioinvasivo, invasivo y escapado. Se debe distinguir entre estos términos. 
El término especie introducida se aplica a la mayoría de los organismos de granjas y jardines; estos encajan adecuadamente en la definición básica anterior. Algunas especies introducidas se convierten en establecidas: "...y ahora se están reproduciendo en el medio ambiente natural",
Una definición más típica, aunque tal vez, carente de sofisticación ecológica, es la provista por la Agencia de Protección Ambiental de los Estados Unidos: Las especies invasivas son ..."especies que han logrado sobrevivir y reproducirse fuera de los hábitats donde evolucionaron y o diseminaron naturalmente". Y la definición según IUFRO (International Union of Forest Research Organizations): "Una especie establecida no nativa para el ecosistema, región o país", donde establecida significa que se reproduce en el ambiente donde ha sido introducida.

### Transporte e introducción

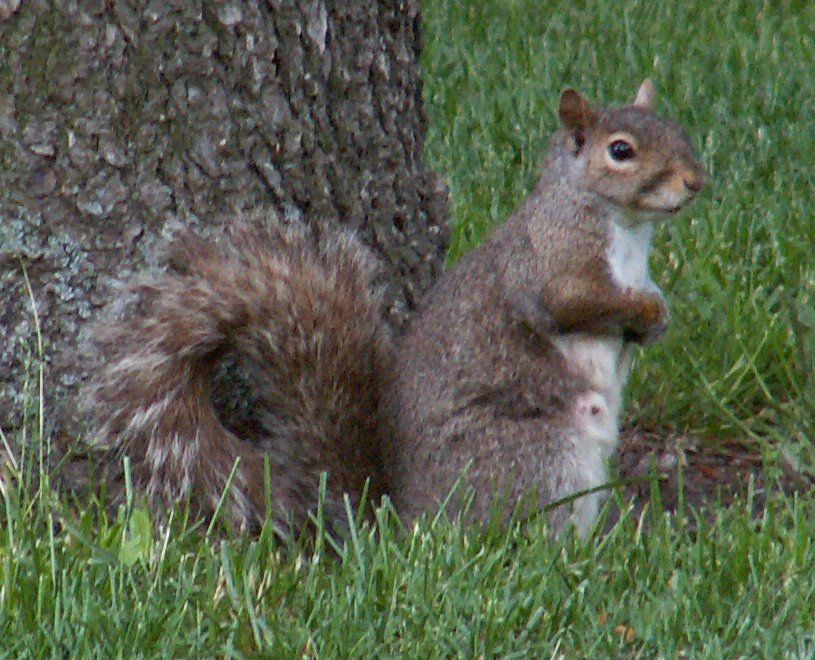
La ardilla gris fue introducida en Inglaterra a principios del. Hoy en día ha situado a la ardilla roja nativa al borde de la extinción en todas las islas británicas.

La especie es transportada por el hombre desde su región nativa a la localidad receptora. La mayoría de especies mueren durante esta fase pero aun así, son muchas las que la superan. El transporte puede ser intencional, causado por el hombre con un fin determinado, como la producción de alimentos, madera, mejora del suelo, jardinería o actividades de caza y pesca; o accidental, de forma involuntaria y asociada a las rutas de comunicación, cargamentos de productos agrícolas, polizones en transportes de mercancías, la descarga de aguas de lastre en los puertos o el abatimiento de barreras geográficas por obras de ingeniería (caso de las medusas típicas del océano Índico que invaden el Mediterráneo a través del Canal de Suez.)

### Establecimiento o naturalización
La especie introducida llega a crear poblaciones autosostenibles sin necesidad de nuevas introducciones. Los factores que determinan que una especie se establezca en la nueva comunidad son la presión de propágulo, entendida como la frecuencia y magnitud de las introducciones; las características del invasor, las propiedades de la comunidad receptora y la interacción entre la especie y la comunidad. 

### Expansión e invasión
La especie invasora incrementa su densidad en la zona ocupada o coloniza nuevos territorios a lo largo del tiempo. En esta última fase intervienen tanto factores propios de la especie como de los ecosistemas o comunidades invadidas. Muchas especies pueden tener un crecimiento poblacional con un período de retardo temporal durante el cual resulta difícil distinguir qué especies serán finalmente invasoras.
No todas las especies son invasivas, ni lo son en cualquier parte o momento. Eso depende de muchos factores, tanto intrínsecos de la especie (capacidad de sobrevivir en el nuevo ambiente, tener un crecimiento poblacional rápido, estar preadaptado a las nuevas condiciones climáticas), como del proceso (abundancia y frecuencia de la invasión), como de los ecosistemas invadidos (alteración del medio original, falta de los enemigos naturales propios de la especie invasora, facilitación para establecer relaciones mutualistas, nichos ecológicos vacíos...).

## Impactos
Cada especie invasora causa diferentes impactos y de diferente magnitud, entre los que se distinguen básicamente:

### Impactos ecológicos

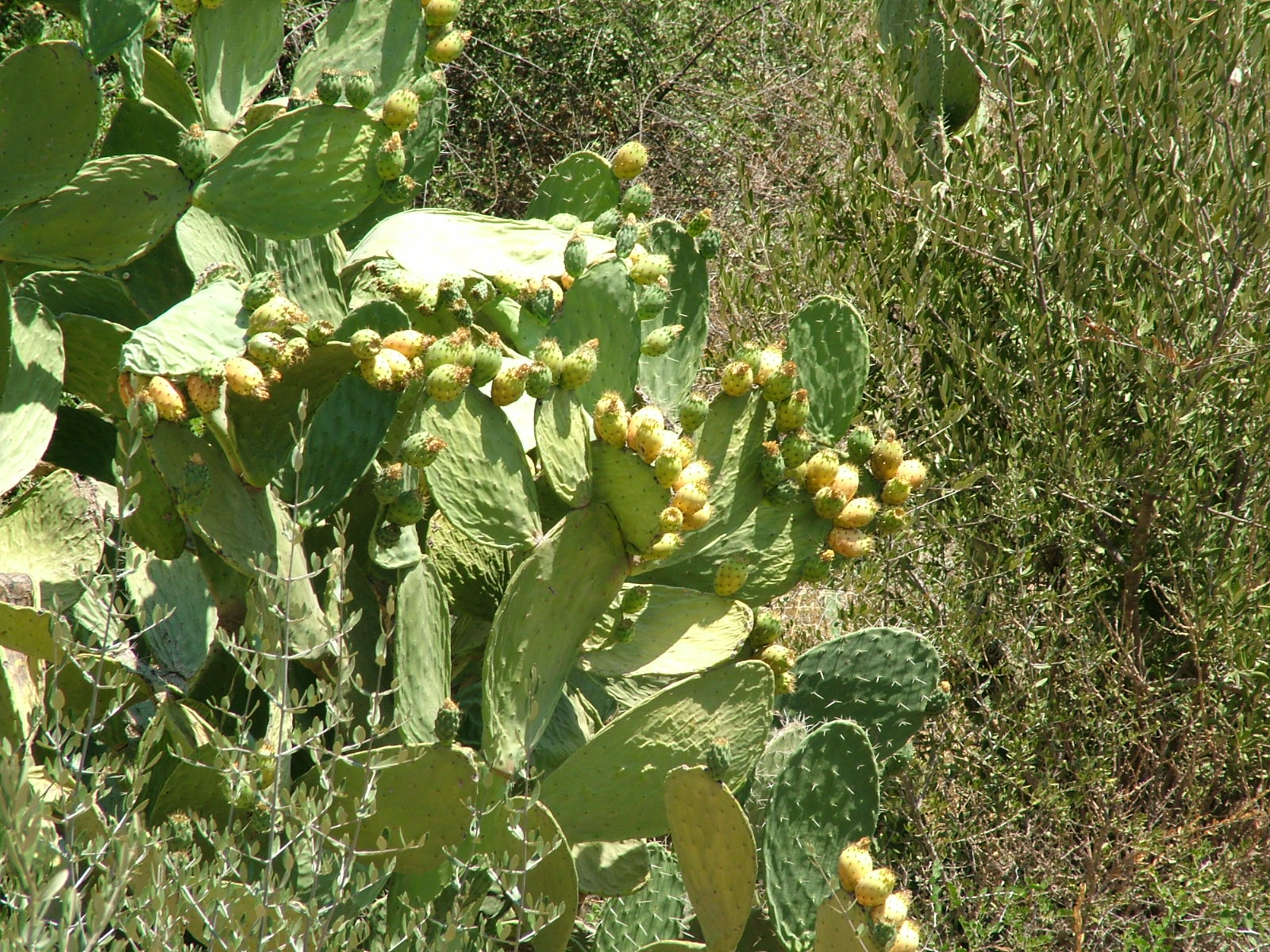
Nopal (Opuntia ficus-indica) en Marruecos. Esta planta originaria de América, se encuentra en el Mediterráneo occidental, adonde fue llevada por los españoles en el.

En el ámbito ecológico el principal impacto de las invasiones biológicas es la pérdida de biodiversidad. La introducción de una especie exótica puede alterar la abundancia de las especies e incluso causar la extinción local de algunas que son nativas contribuyendo de esta manera a la homogeneización del paisaje. Se calcula que el 80% de las especies en peligro de todo el mundo corren el riesgo de sufrir gravemente por competición o predación causadas por especies invasoras.
Cuando especies generalistas y adaptables entran en ecosistemas que han sido modificados por los seres humanos las especies nativas se encuentran en desventaja para sobrevivir mientras las generalistas introducidas prosperan. Las islas y los lagos son extremadamente sensibles a este fenómeno ya que al ser ecosistemas de pequeño tamaño sus especies son más vulnerables.
La disminución de la diversidad nativa que se produce a raíz de las extinciones puede estar mediada por varios factores, entre los cuales destacan las relaciones de competencia, depredación y herbivoría, la producción de sustancias tóxicas, la hibridación con especies nativas emparentadas, la modificación de las propiedades de los ecosistemas y la modificación del régimen de perturbaciones.

### Impactos económicos
Las plagas de especies exóticas son responsables de grandes pérdidas económicas debido al daño generado en la producción de las cosechas, la ganadería, las pesquerías e incluso el mobiliario urbano. Por otra parte, también ocasionan el coste derivado de controlarlas o erradicarlas del lugar invadido.

### Impactos en la salud
Existe un riesgo creciente de enfermedades exóticas debido al aumento del transporte y a la invasión por parte de los humanos de hábitats que antes eran remotos. Esto puede llevar a asociaciones con enfermedades nuevas (por ejemplo, el VIH/sida). Las especies introducidas de palomas, roedores o insectos (por ejemplo: mosquitos, pulgas, chinches, mosca tse-tse) pueden servir de vectores y de reservorios de enfermedades . Un caso reciente es el del virus del Nilo Occidental que se ha difundido por los Estados Unidos causando la muerte de humanos, aves, mamíferos y reptiles.  Las consecuencias de las especies introducidas pueden ir mucho más allá de los efectos inmediatos, por ejemplo si se usan pesticidas para controlar a las especies invasoras y estos contaminan el suelo y el agua.

## Manejo

### Prevención

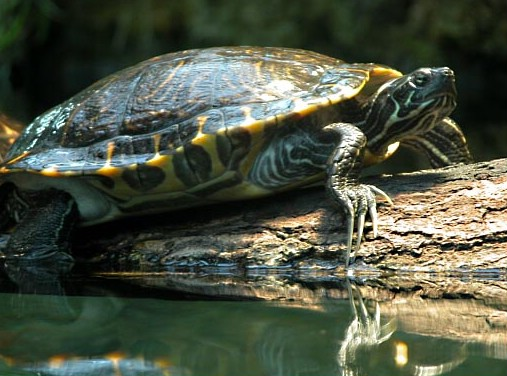
La tortuga de Florida (Trachemys scripta) se convierte en especie invasora en Europa cuando es liberada de forma irresponsable en el medio al crecer demasiado para seguir siendo una mascota.

Es difícil predecir a priori qué especies pueden invadir e impactar sobre los ecosistemas, ni qué ecosistemas son más vulnerables y sensibles a las especies invasoras. Actualmente se siguen importando nuevas especies de plantas para jardinería o peces de piscifactoría entre muchas otras. Por este motivo, y con el fin de prevenir futuras invasiones, es fundamental aumentar el control sobre las vías de introducción o prohibir la importación o introducción de aquellas especies que puedan generar grandes impactos. En consecuencia, es importante contar con un marco legal adecuado. Todas las especies introducidas son susceptibles de escapar hacia hábitats naturales y establecerse. Por lo tanto, la capacidad de detectar rápidamente las invasiones biológicas es esencial para que su erradicación sea realmente efectiva.
Detección temprana y respuesta rápida
Cuando la prevención ha fallado, el segundo escalón desde el que impulsar la lucha contra las invasiones biológicas, es el de la detección temprana y rápida respuesta. Un escalón, cuyo principio se sustenta en la intención de actuar antes de un mal mayor, es decir antes de que haya más individuos de los extraíbles o estos ocupen áreas más grandes de lo que su control aconseja, por ello, a pesar poder tener un carácter preventivo, queremos denotar que el objetivo principal de esta modalidad operativa, es impedir el establecimiento o propagación de especies introducidas.
Rara vez, las introducciones se producen con tal número de efectivo y con circunstancias tan favorables como para poder hablar desde el inicio, de invasión, sino que más bien hay un periodo donde estas especies se centran en sobrevivir, más allá de la colonización, un periodo donde se muestran especialmente vulnerables y donde los costes de extracción son considerablemente menores a los de erradicación y control futuros. 
Sin embargo, no hay que olvidar a la hora de dar una respuesta rápida, que esta no debe ser precipitada, pues dada la complejidad de las relaciones interespecíficas, no podemos actuar hasta tener la seguridad de que la extracción del organismo invasor es efectivamente beneficiosa. Una herramienta que puede facilitar dicha labor es la aplicación del método de Determinación de la Idoneidad de Actuación en Especies Exóticas mediante matriz GAGO, sustentado por información ya existente y de fácil acceso, de manera que reduce los costes y el tiempo que conlleva la realización de nuevos estudios específicos.

### Erradicación
La erradicación completa de una especie exótica a veces es posible, especialmente si se tiene un buen conocimiento de la especie, reproducción, ciclo de vida y si ha causado invasiones en otros puntos del planeta para saber la mejor manera de actuar.
Se ha logrado erradicar algunas especies exóticas potencialmente perjudiciales, como por ejemplo, el caracol gigante africano. Esta peste para la agricultura en muchas zonas de Asia y Pacífico, fue exterminada gracias a las campañas sostenidas contra las poblaciones establecidas en Florida y Australia. Sin embargo, otros proyectos han sido tan desastrosos que incluso han empeorado el problema. Por eso, cuando se pretende llevar a cabo un proceso de erradicación, se debe hacer previamente un estudio exhaustivo de la especie y de todos los factores implicados en la invasión.

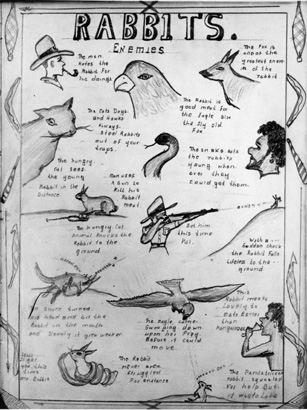
"Enemigos del Conejo" que pueden ser usados en su erradicación, según un cartel del Servicio de Información de Australia Occidental (1950).

### Control
Cuando la erradicación de una especie falla o no es posible, se procede al control de las poblaciones de esa especie a niveles aceptables para que los daños ecológicos y socioeconómicos sean los menores posibles. Existen tres métodos de control que se usan a menudo, de forma individual o combinados: el químico, el mecánico y el biológico.
1. Control químico: Es probablemente el principal método utilizado para combatir las pestes tóxicas en agricultura. Por ejemplo, en Estados Unidos los pesticidas lograron controlar con éxito a una hierba parásita de las raíces. Pero los controles químicos conllevan también muchos problemas, como riesgos para la salud humana y para la biodiversidad local. Además, es importante tener en cuenta la posibilidad de que muchas especies puedan desarrollar resistencia al pesticida.

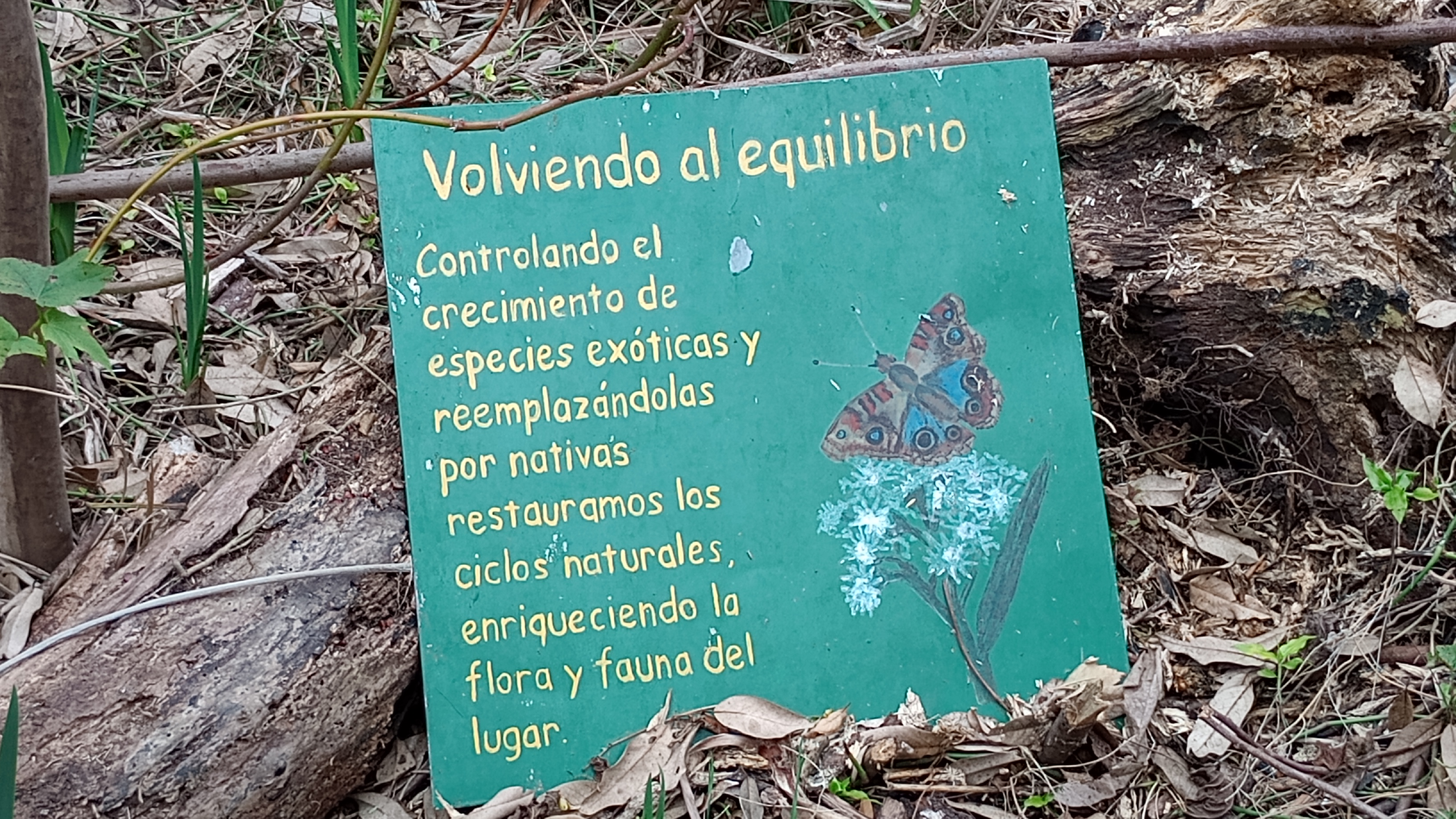
Cartel en reserva natural urbana, explica el manejo que se realiza con las especies exóticas y el aporte de las especies nativas del área.

2. Cartel en reserva natural urbana, explica el manejo que se realiza con las especies exóticas y el aporte de las especies nativas del área.Control físico o mecánico: Hay ciertas especies que únicamente se pueden tratar de forma directa, extrayéndolas mecánicamente. Este método sólo es efectivo cuando el área invadida es pequeña. En el caso de la hierba del cuchillo (planta del género Carpobrotus), se ha intentado eliminarla con azadas para contener su expansión, ya que ningún otro método era apropiado. En la erradicación exitosa de los caracoles africanos gigantes de Florida y Australia, uno de los factores cruciales fue la recolección a mano de los individuos. También se puede considerar la caza como un método mecánico para mantener controladas las poblaciones de animales exóticos, como en el caso de la caza y trampeo utilizados para controlar poblaciones de pequeños mamíferos exóticos en Nueva Zelanda. Sin embargo, es poco probable que la caza por sí sola sea un método de control eficaz. Además, la dificultad de encontrar a los organismos, y los gastos de equipamiento para su extracción o caza hacen imposible aplicar este tipo de control en muchos casos.
3. Control biológico: Como hemos explicado antes, una de las causas de expansión descontrolada de las especies es el hecho de que vienen sin sus depredadores naturales. Por lo tanto, una fórmula de controlar sus poblaciones es introducir a los enemigos naturales en el nuevo ecosistema. Esto ha tenido éxito en algunos casos, aunque se debe hacer de forma muy controlada porque la introducción de una especie exótica siempre supone un riesgo para la comunidad nativa. La invasión del hipérico (Hypericum perforatum) en Estados Unidos fue controlada mediante la introducción de un escarabajo herbívoro del género Chrysolina que se alimenta de esta planta.

## Relación o análisis coste-beneficio
Este análisis es el fundamento de la decisión de manejo a seguir con la especie exótica invasora en cuanto a su erradicación o control, sobre la base de la relación entre los costes de sus daños y los beneficios que genera. A tal efecto, la teoría más completa al respecto, fue introducida por el matemático cubano Javier Pérez Capdevila, quien introdujo los conceptos de beneficio individual de una especie exótica invasora y beneficio colectivo, derivando de ahí además dos procesos de análisis de coste-beneficio, uno a priori donde se prevé una decisión inicial que puede se modificada por otro análisis a posteriori.
La forma más efectiva de reducir los costes es la detección temprana seguida por pronta acción.

## Por países

### Unión Europea
La normativa de la UE es el Reglamento sobre la prevención y la gestión de la introducción y propagación de especies exóticas invasoras.  

#### España
En España se conceptúan como especies exóticas invasoras (EEI), las incluidas  en la Ley del Patrimonio Natural y de la Biodiversidad en el Real Decreto por el que se regula el Catálogo español de especies exóticas invasoras.  
Las listas prioritarias de gestión sobre EEI son de dos tipos:
- La lista negra, que comprende los taxones exóticos ya introducidos y establecidos en España que, según el procedimiento, han demostrado suponer un riesgo importante para el medio ambiente, la economía o el bienestar humano.
- La lista de alerta, prioriza aquellas EEI potenciales que probablemente lleguen, se establezcan, se propaguen y tengan un impacto en España en las próximas décadas.